# Ruta 624 (Costa Rica)
La Ruta 624, oficialmente Ruta Nacional Terciaria 624, es una ruta nacional de Costa Rica ubicada en la provincia de Puntarenas.

## Descripción
En la provincia de Puntarenas, la ruta atraviesa el cantón de Puntarenas (el distrito de Cóbano).